# Eleições estaduais de Bremen em 1991
As eleições estaduais de Bremen em 1991 foram realizadas a 29 de Setembro e, serviram para eleger os 100 deputados para o parlamento estadual.
Apesar de se ter mantido como partido mais votado, o Partido Social-Democrata da Alemanha obteve um resultado negativo, caindo para abaixo dos 40% dos votos e, acima de tudo, perdendo a maioria parlamentar que detinha desde 1955, ficando-se pelos 38,8% dos votos e 41 deputados.
Por outro lado, a União Democrata-Cristã beneficiou da queda dos social-democratas, subindo em 7,3% em relação a 1987, conquistando 30,7% dos votos e 32 deputados.
Os Verdes, obteve um resultado positivo, conseguindo 11,4% dos votos, enquanto, o Partido Democrático Liberal, apesar de uma ligeira queda, obteve 9,5% dos votos.
A grande sensação foi o sucesso da União Popular Alemã, partido de extrema-direita, conseguindo 6,2% dos votos e 6 deputados.
Após as eleições, formou-se uma coligação de governo histórica, com os social-democratas a formar governo com os verdes e os liberais.

## Resultados Oficiais
| Partido      | Partido                     | Votos   | %     | +/-   | Deputados | +/-     |
| ------------ | --------------------------- | ------- | ----- | ----- | --------- | ------- |
|              | Partido Social-Democrata    | 143 576 | 38,8  | 11,7  | 41 / 100  | 13      |
|              | União Democrata-Cristã      | 113 512 | 30,7  | 7,3   | 32 / 100  | 7       |
|              | Os Verdes                   | 42 096  | 11,4  | 1,2   | 11 / 100  | 1       |
|              | Partido Democrático Liberal | 35 087  | 9,5   | 0,5   | 10 / 100  | Estável |
|              | União Popular Alemã         | 22 878  | 6,2   | 2,8   | 6 / 100   | 5       |
|              | Panteras Cinzentas          | 6 157   | 1,7   | Novo  | 0 / 100   | Novo    |
|              | Os Republicanos             | 5 694   | 1,5   | 0,3   | 0 / 100   | Estável |
|              | Outros                      | 1 148   | 0,3   |       | 0 / 100   |         |
| Total        | Total                       | 370 148 | 100   |       | 100 / 100 |         |
| Participação | Participação                |         | 72,2  | 3,4   |           |         |
| Fonte        | Fonte                       | [ 1 ]   | [ 1 ] | [ 1 ] | [ 1 ]     | [ 1 ]   |